# Kościół Wniebowstąpienia Pańskiego w Wolsztynie
Kościół Wniebowstąpienia Pańskiego w Wolsztynie – kościół filialny rzymskokatolickiej parafii Najświętszej Maryi Panny Niepokalanie Poczętej w Wolsztynie.

## Historia
Zbudowany został jako kościół ewangelicki w latach 1830-1832. Część środków na budowę pochodziło z kasy królewskiej Fryderyka Wilhelma III.
W okresie II Rzeczypospolitej kościół był we władaniu parafii należącej do superintendentury Wolsztyn-Nowy Tomyśl Ewangelickiego Kościoła Unijnego. W 1937 parafia miała 2112 wiernych.
W maju 1945 został przejęty przez Kościół katolicki. Wtedy to proboszcz fary wolsztyńskiej ks. Antoni Gryczka dokonał poświęcenia kościoła na potrzeby kultu katolickiego. W 1956 dokonano gruntownego remontu świątyni. W 1974 ułożono nową posadzkę. W 1986 wyremontowano organy.

## Architektura
Plany kościoła powstały w Pruskiej Wyższej Szkole Budowlanej. Obiekt wzniesiony został w stylu eklektycznym. Jest to świątynia halowa, trójnawowa, „z wydzielonym prezbiterium i zakrystią, przykryta dachem dwuspadowym z pięciokondygnacyjną wieżą zakończoną stożkowym hełmem. Wnętrze zboru przesklepiono stropem o dekoracji kasetonowej, okna ujęto półkolistymi obramieniami, ściany nawy rozczłonowano trójkondygnacyjnymi balkonami”.
Organy zostały zbudowane w 1832 przez pruskiego organmistrza królewskiego Samuela Ludwiga Hartiga.
Na wieży znajdują się 3 dzwony, których mechanizm nie został zelektryfikowany - dzwoni się ręcznie.
Na wieży budynku znajduje się jeden z najstarszych zachowanych i wciąż czynny zegar produkcji manufaktury Johanna Gottlieba Hadanka z Hoyerswerdy (z około 1840 roku). Producent, znany później jako "Hadank und Sohn", działał do 1889 roku.